# الحياة الثقافية
الحياة الثقافية هي مجلة ثقافية شهرية تصدرها وزارة الشؤون الثقافية التونسية. أسسها وزير الثقافة محمود المسعدي وتصدر منذ يونيو 1975. يرأس تحريرها الصحفي يونس السلطاني.

## وصلات خارجية
المجلة في فيسبوك